# AK LIVE
AK LIVE（エーケーライブ）は、日本の音楽ユニット。1995年デビュー、2000年解散。2013年再び活動開始。

## メンバー
- KOUSAKU （コウサク、本名：石川 耕作（いしかわ こうさく）、現：向井 耕作（むかい こうさく）、ボーカル、1967年11月2日 - ）
  - 東京都生まれ・千葉県育ち。解散まではサンディに所属。解散後はGOLDFISH RESCUE GANGのボーカルとして活動する傍ら、シグマセブンに所属し、ラジオパーソナリティ・ナレーター・スタジアムDJとしても活動している。まるごみ総合プロデューサー。

- ARCHE （アーチ、本名：市川 博樹（いちかわ ひろき）、DJ・ラップ・ボーカル、1967年9月20日 - ）
  - 東京都出身。解散後も個人でサンディに所属し、ラジオパーソナリティ・ナレーター・俳優として活動している。

## 来歴
アマチュアで音楽活動をしていたKOUSAKUと、FMステーションの人気DJランキングで赤坂泰彦に次いで2位の人気を得ていたDJ・ARCHEの2人で結成。1995年にシングル「NO FAKE」でCDデビューした。
2人の出会いからデビューまでの軌跡は、「きみとぼく」（ソニー・マガジンズ）にて連載されていた「3D-boys」（著・内田一奈、全3巻）でフィクションを交えながら描かれた。
シングル6枚、アルバム2枚をリリース後、2000年に、KOUSAKUがGOLDFISH RESCUE GANGとして活動するためサンディを離れる形で解散した。
2007年、GOLDFISH RESCUE GANGのシングル「Fight or Flight?」にARCHEが参加。音楽活動で久々にAK LIVEの2人が共演した。
2013年1月27日、ネットTV「まほろばTV」でKOUSAKUとARCHEが共演し、AK LIVEとして再び活動することを発表。

## ディスコグラフィ

### シングル
|     | タイトル                  | 発売日・発売元                      | 収録曲 |
| 1st | NO FAKE                   | 1995年11月1日 ダブル・オーレコード  | 1. NO FAKE 作詞：ARCHE・KOUSAKU 作曲・編曲：上野圭市 2. My Home Town 作詞：ARCHE・KOUSAKU 作曲：櫻康 編曲：杉山卓夫 ハーモニカで八木のぶおが参加している。 3. NO FAKE (backing track) |
| 2nd | MADLY IN LOVE             | 1995年12月13日 ダブル・オーレコード | 1. MADLY IN LOVE 作詞：ARCHE・KOUSAKU・KAORU 作曲・編曲：上野圭市 2. Free Style 作詞：ARCHE・KOUSAKU 作曲：向笠眞弘 編曲：大木雄司 3. MADLY IN LOVE (backing track) |
| 3rd | ALIVE                     | 1996年2月1日 ダブル・オーレコード   | 1. ALIVE 作詞：ARCHE・KOUSAKU 作曲：向笠眞弘 編曲：杉山卓夫 2. SHOW ME THE WAY 作詞：ARCHE・KOUSAKU 作曲・編曲：真田カオル 3. ALIVE (backing track) |
| 4th | LOVE-SUN-BODY             | 1997年8月21日 ダブル・オーレコード  | 1. LOVE-SUN-BODY 作詞：ARCHE・KOUSAKU 作曲：中道勝彦 編曲：松本晃彦 NHK-BS2「WEEKEND Joy」オープニング・テーマ 2. 手紙 作詞：ARCHE・KOUSAKU 作曲：向笠眞弘 編曲：松本晃彦 3. LOVE-SUN-BODY (backing track) |
| 5th | Go! Go! Go! and Goes On!! | 1998年8月21日 テイチク              | 1. Go! Go! Go! and Goes On!! 作詞：ARCHE・KOUSAKU 作曲・編曲：土屋学 曲名はラジオDJ・糸居五郎の代名詞から。 2. 同じ空の下で… 作詞：ARCHE・KOUSAKU 作曲：YASUSHI ONODERA(櫻康) 編曲：土屋学 3. Go! Go! Go! and Goes On!! (instrumental)                                                                         |
| 6th | ナントナク…               | 1999年9月22日 日本クラウン          | 1. ナントナク… 作詞・作曲・編曲：安井歩 JFN系「AKジャンボPARTY」オープニング・テーマ 2. AIR OF RUINS 〜Eternal Dance〜 作詞・作曲・編曲：安井歩 3. ナントナク… PEAKBOYS-DJ FEILONG & KENN.N'S REMIX featuring AYAKO JOHIRA 作詞・作曲：安井歩 編曲：PEAKBOYS-DJ FEILONG & KENN.N 4. ナントナク… (instrumental) |

### アルバム
|     | タイトル                  | 発売日・発売元                                                             | 収録曲 |
| 1st | TUNING                    | 1996年2月21日 ダブル・オーレコード 1997年11月4日（ソニーレコードより再版） | 1. Free Style (Album version) 作詞：ARCHE・KOUSAKU 作曲：向笠眞弘 編曲：大木雄司 2. ON THE WAY 作詞：ARCHE・KOUSAKU 作曲：櫻康 編曲：杉山卓夫 3. MADLY IN LOVE 作詞：ARCHE・KOUSAKU・KAORU 作曲・編曲：上野圭市 4. My Home Town 作詞：ARCHE・KOUSAKU 作曲：櫻康 編曲：杉山卓夫 5. X・KISS 作詞：ARCHE・KOUSAKU 作曲：大木雄司 編曲：上野圭市 6. DON'T BE AFRAID 作詞：ARCHE・KOUSAKU 作曲：土屋真奈部 編曲：TRAVIS MILNER 7. NO FAKE 作詞：ARCHE・KOUSAKU 作曲・編曲：上野圭市 8. DREAMS 作詞：ARCHE・KOUSAKU 作曲：濱方保 編曲：上野圭市 9. ALIVE 作詞：ARCHE・KOUSAKU 作曲：向笠眞弘 編曲：杉山卓夫 10. LOVE & PEACE 作詞：ARCHE・KOUSAKU・KAORU 作曲：OSAMU 編曲：真田カオル |
| 2nd | Go! Go! Go! and Goes On!! | 1998年9月23日 テイチク                                                     | 日本のラジオDJの先駆者・糸居五郎に捧げられたアルバム。 アルバム名及びトラック5の曲名はラジオDJ・糸居五郎の代名詞から。 1. OPENING 曲中に、糸居五郎の「Go! Go! Go! and Goes On!!」というボイスがサンプリングされている。 2. RADIO WORLD 作詞：ARCHE・KOUSAKU 作曲：KOUSAKU 3. NOISY 作詞：ARCHE・KOUSAKU 作曲：向笠眞弘 4. LOVE FIRE 作詞：ARCHE・KOUSAKU 作曲：TADASHI SHIRAKAWA 5. Go! Go! Go! and Goes On!! 作詞：ARCHE・KOUSAKU 作曲：土屋学 6. SECRET OF DESERT〜砂漠の秘密〜 作詞：ARCHE・KOUSAKU 作曲：HIROTO ISHIKAWA 7. iの花 作詞：ARCHE・KOUSAKU 作曲：NIEVE KOBAYASHI 8. 同じ空の下で 作詞：ARCHE・KOUSAKU 作曲：YASUSHI ONODERA(櫻康) 9. ON & ON & ON 作詞：ARCHE・KOUSAKU 作曲：土屋学 10. ここにいるよ 作詞：ARCHE・KOUSAKU 作曲：土屋学 11. Mr. Lonely DJ 作詞：ARCHE・KOUSAKU 作曲：土屋学 糸居五郎に捧げた楽曲。 糸居がよく口にしていた「太陽のかわりに音楽を、青空のかわりに夢を」というフレーズが詞中に登場する。 曲中に、糸居の「Go! Go! Go! and Goes On!!」というボイスがサンプリングされている。 |

### その他
内田一奈の「INNOCENT」ドラマCDに参加
- STEP BY STEP
- INNOCENT
- LAST LOVE

内田一奈の「ぼくはこのまま帰らない」ドラマCDに参加
- ユルサレナイ恋
- 笑顔の太陽

内田一奈の「ナーシサス・ブラック」ドラマCDに参加
- THE SENSUAL OF EDEN　エデンの悪戯
- NARCISSUS BLACK　ナーシサス・ブラック
- THE SENSUAL OF EDEN　エデンの悪戯(re-mix version)

## 出演
- AK LIVE ヒットギャング（セント・ギガ、1995年4月～1996年3月、サテラビュー連動番組）
- ラジカルモンスター（1995〜1998年、静岡放送）
- アーチと耕作のラジマンガOK
- AK LIVE SATURDAY HIT FACTORY（JFN四国4局ネット）
- AKジャンボPARTY（JFN系）
- PUMP UP RADIO（FM富士、2014年7月15日）